# William Allen (kongressledamot)
William Allen, född 13 augusti 1827 i Butler County, Ohio, död 6 juli 1881 i Darke County, Ohio, var en amerikansk politiker. Han representerade Ohios fjärde distrikt i USA:s representanthus 1859-1863.
Allen arbetade som lärare och studerade juridik. Han inledde sin karriär som advokat i Greenville, Ohio. Han var åklagare för Darke County 1850-1854.
Allen valdes 1858 till representanthuset som demokrat och omvaldes 1860. Han kandiderade inte till en tredje mandatperiod utan bestämde sig för att återvända till arbetet som advokat. Han bytte sedan parti till republikanerna. Han blev utnämnd till domare 1865 och tackade 1878 nej till att kandidera till kongressen som republikan på grund av dålig hälsa.
Allens grav finns på Greenville Union Cemetery i Greenville.